# Michael Vicéns
Michael Vicéns, (nacido el 21 de enero de 1956 en Ponce, Puerto Rico) es un exjugador de baloncesto puertorriqueño. 

## Trayectoria
Michael Vicens tuvo una importante carrera en la Universidad de Holy Cross, siendo parte del Salón de la Fama de la institución. En la BSN jugó con los Leones de Ponce por 14 temporadas siendo el jugador franquicia del 1971 hasta el 1984. Vicens estuvo con Puerto Rico en una Olimpiada y un Mundial. 
.